# Варвара (великомучениця)
Варва́ра, або Ба́рбара (грец. Βαρβάρα, лат. Barbara; копт. Ⲃⲁⲣⲃⲁⲣⲁ) — римська християнська діва, свята, великомучениця. Житіє стало основою для казки про Рапунцель. У східній традиції — Варвара Великомучениця (грец. Αγία Βαρβάρα η Μεγαλομάρτυς). Одна з чотирнадцяти святих помічників. 

## Життя
Достовірних історичних відомостей III–IV століття про життя святої Варвари немає. Її життєпис реконструюють на основі агіографічних текстів IX–XIII століть, зокрема грецьких переказів Симеона Метафраста, «Дзеркала історії» Вінсента Бовеського або «Золотої легенди» Якова Ворагінського. Деталі її біографії різняться залежно від джерела та літературної традиції країни і конфесії.
Згідно з цими переказами, Варвара народилася і жила на сході Римської імперії. Точне місце її народження невідоме (одні житія називають місто Геліополь (сучасний Ліван), інші — Нікомедію (сучасна Туреччина)). Варвара була дочкою заможного язичника Діоскора (лат. Dioscorus). Вважаючи, що ніхто не гідний бачити її красу, батько побудував високу вежу і замкнув у ній улюблену дочку. Матір Варвари померла рано, тому Діоскор довірив її виховання служницям, серед яких були християнки. Батько намагався видати дочку заміж, але вона відмовлялася від усіх пропозицій. Варвара прийняла християнство таємно, оскільки воно було заборонено в імперії. Коли вона невдовзі відкрила таємницю батькові, той дуже розлютився. Діоскор привів дочку до римського префекта Мартініана (лат. Martinianus), який піддав її жорстоким тортурам і, врешті-решт, засудив до страти. Батько узявся сам виконати вирок і відтяв мечем голову доньки. За цей гріх на шляху додому його вдарила блискавка. Так само грім убив префекта Мартініана. Разом із Варварою мученицьку смерть прийняла християнка Юліана Іліопольська (лат. Juliana). Побожний чоловік Валентин (лат. Valentinus; інший варіант — Галентіан) поховав тіла обох жінок й влаштував над ними церкву. Після смерті Варвари біля її могили ставалися чудеса — хворі одужували, а паломники отримували допомогу та втіху.
Точний час мучеництва Варвари невідомий: її стратили за правління імператора, якого джерела називають Максиміном (лат. Maximinus) або Максиміаном (лат. Maximianus). Цього імператора ототожнюють з Максиміном Фракійцем або з Максиміаном II Дазою. У «Золотій легенді» вказано, що Варвара прийняла смерть 4 грудня.

## Канонізація
Свята Варвара ніколи не була канонізована церквою офіційно. Її ім'я не згадується у давньому християнському «Мартиролозі Єроніма». Перші згадки Варвари як святої датуються лише VII століттям. У IX столітті її легендарний життєпис та мученицька смерть увійшли до збірника візантійського письменника Симеона Метафраста. Відтоді вона шановується як свята-великомучениця католицькою, православною, коптською і вірменською церквами. Цей збірник набув поширення в Європі, після чого ім'я великомучениці увійшло до «Мартиролога» Адо В'єннського, «Мартиролога Узуарда» та інших.

## Мощі

Мощі Варвари у Володимирському соборі, Київ

У IV столітті мощі святої Варвари перенесли в Константинополь. У ІХ столітті візантійський імператор Лев VI побудував на її честь Церкву святої Варвари, де помістив рештки великомучениці.
Частина мощей потрапила до України. 1108 року родичка візантійського імператора Олексія Комніна на ймення Варвара вийшла заміж за київського князя Святополка Ізяславовича й перевезла з собою до Києва частину мощей своєї покровительниці Варвари. Їх передали до Михайлівського Золотоверхого собору. Під час монгольської навали 1240 року мощі святої Варвари заховали під сходами одного зі стовпів собору. За литовської доби їх віднайшли і зберігали в дерев'яній раці (гробниці). За гетьмана Івана Мазепи дерев'яну раку замінили на срібну. 1922 року більшовики реквізували раку, залишивши мощі у соборі. 1935 року, після зруйнування Михайлівського собору, мощі перенесли до Андріївської церкви; після закриття останньої в 1960-х роках — до Володимирського собору, де вони зберігаються у правому притворі й нині. Щовівторка на честь святої Варвари у соборі здійснюється літургія. 2006 року Київський патріархат відзначив 1700-ліття від часу мученицької кончини святої Варвари. 2012 року він передав частину мощей з Володимирського собору до Андріївського собору в Блумінгдейлі, Іллінойс, США.
Водночас частина мощей святої Варвари потрапила до Іспанії, після того, як в 1204 році хрестоносці захопили Константинополь.

## Патрон
Свята Варвара вважається патроном артилеристів, саперів, військових інженерів, ракетників, ковалів, металургів, гірників, рудокопачів, а також усіх робітників, що працюють з вогнем, вибухівкою або гарматами. До великомучениці звертаються за захистом від грому, вибухів, раптової смерті тощо. Ці вірування пов'язані із епізодом з житія святої — після її трагічної загибелі блискавка уразила її кривдників.
У іспанській, італійській та французьких мовах словосполученням «свята Варвара» (ісп. Santabárbara, італ. Santa Barbara, фр. Sainte-Barbe) позначають артилерійський льох фортеці або корабля; це походить від традиції ставити статую святої великомучениці біля льоху як оберіг від раптового вибуху. Так само статуї Варвари розміщували у шахтах європейських країн, а також серед культурної спадщини предметів гірничого мистецтва.
- Австралія: Австралійська артилерія, сапери, військові інженери[7]; гірники, металурги; Калгурлі
- Велика Британія: Королівська артилерія та інженерні війська, сапери[7]
- Іспанія: Іспанська артилерія, сапери, військові інженери[7]; Абрего
- Італія: Військово-морські сили Італії[7]; Амароні, П'яне-Краті, Ровіто, Філадельфія
- Ірландія: Ірландська артилерія[7]
- Канада: Канадська артилерія, сапери, військові інженери[7]
- Кіпр: Артилерія кіпрської гвардії[7]
- Німеччина: гірники; Форст
- Нова Зеландія: Новозеландська артилерія, сапери, військові інженери[7]
- Норвегія: Норвезька артилерія[7]
- Польща: гірники; Руда-Шльонська
- Португалія: Португальська артилерія, сапери, військові інженери[7]; Алжуштрел
- США: Американська артилерія, сапери, військові інженери[7]; Санта-Барбара
- Угорщина: Айка
- Україна: Варваринці
- Франція: Французька артилерія, сапери, військові інженери[7]; Алжуштрел
- Чехія: гірники, будівники тунелів
- Швейцарія: гірники, будівники тунелів

## Вшанування в Україні

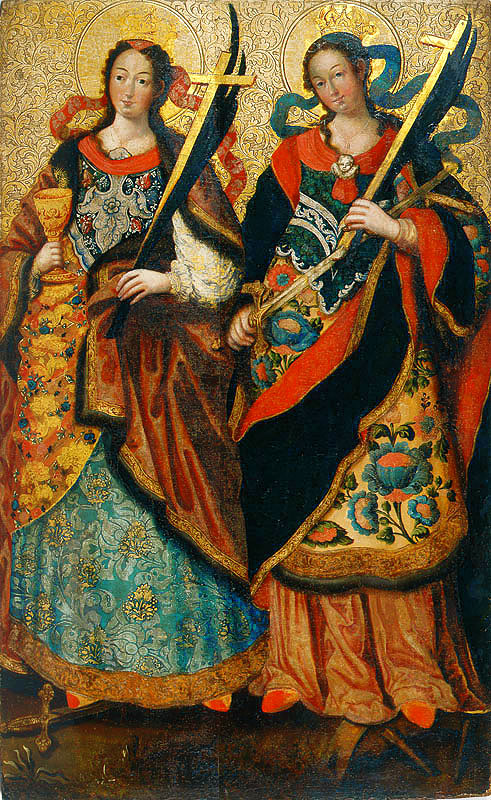
Великомучениці Варвара і Катерина (1740-ві, Національний художній музей України).

Життєпис святої Варвари потрапив до України серед інших грецьких та латинських пам'яток. Його списки відомі, починаючи з XIV–XV століть. Українці знали про Варвару з католицького «Acta Sanctorum» та православних Четьї мінеї. Староукраїнською книжною мовою розширені редакції житія святої були видані Теодосієм Софоновичем («Мучение святой великомученицы Варвари», «Повість о преславних чудах», 1670) та Дмитром Тупталом («Житія святих», 1700). Завдяки існуванню в Україні мощей святої Варвари, її вшанування було особливо розвинутим. Культ великомучениці породжував численні апокрифічні оповідання. Ікони Варвари образі красивої української дівчини можна було зустріти у сільських хатах.
Свято Варвари святкували лише жінки. Дівчата заготовляли гілочки з вишень і ставили у воду. Якщо вони розквітали на Різдво, то це віщувало швидкий шлюб. У цей день дівчата також готували вареники з маком чи сиром, серед яких обов'язково мали бути й «перхуни» — заправлені борошном. Частуючи хлопців, стежили, кому втрапить такий виріб. Відтак невдаху довгий час дражнили «перхуном». 

### Прикмети
- Здавна вважалось, якщо на деревах цього дня є іній, буде врожай на фрукти.
- Якщо небо цієї ночі в зорях — буде холодна зима, якщо небо тьмяне — на тепло.
- Вважалось, що не слід спати допізна цього дня, бо хто заспить на Варвару, буде сонливим увесь рік.
- Якщо горобці збираються зграйками на деревах і голосно цвірінчать — на теплу зиму.[9]

## Іконографія
Найстаріше зображення святої Варвари, що датується 705–707 роками, представлене на фресці в церкві Санта-Марія-Антіква в Римі. На фресці свята постає у повний зріст, з мафорієм на голові та хрестом у руці.
У західній традиції XIII–XVIII століття Варвару малювали молодою вродливою дівчиною, з непокритою головою, з розпущеним волоссям, у короні мучеництва чи без неї. Головними атрибутами святої були вежа (в якій її тримав батько), смолоскип (як символ світла-блискавки, що вразив кривдників святої), чаша для причастя (як символ останньої євхаристії перед смертю), павове перо, книга, фігура батька Діоскура, гармата (як символ захисту артилеристів), меч (яким її батько відтяв голову).
У візантійській традиції іконопису Варвари, що склалася у Х столітті, святу зображали у багатому вбранні, з вінцем або діадемою на голові, з хрестом у руці. Під впливом західного мистецтва Варвару малювали молодою дівою з чашею або мечем.

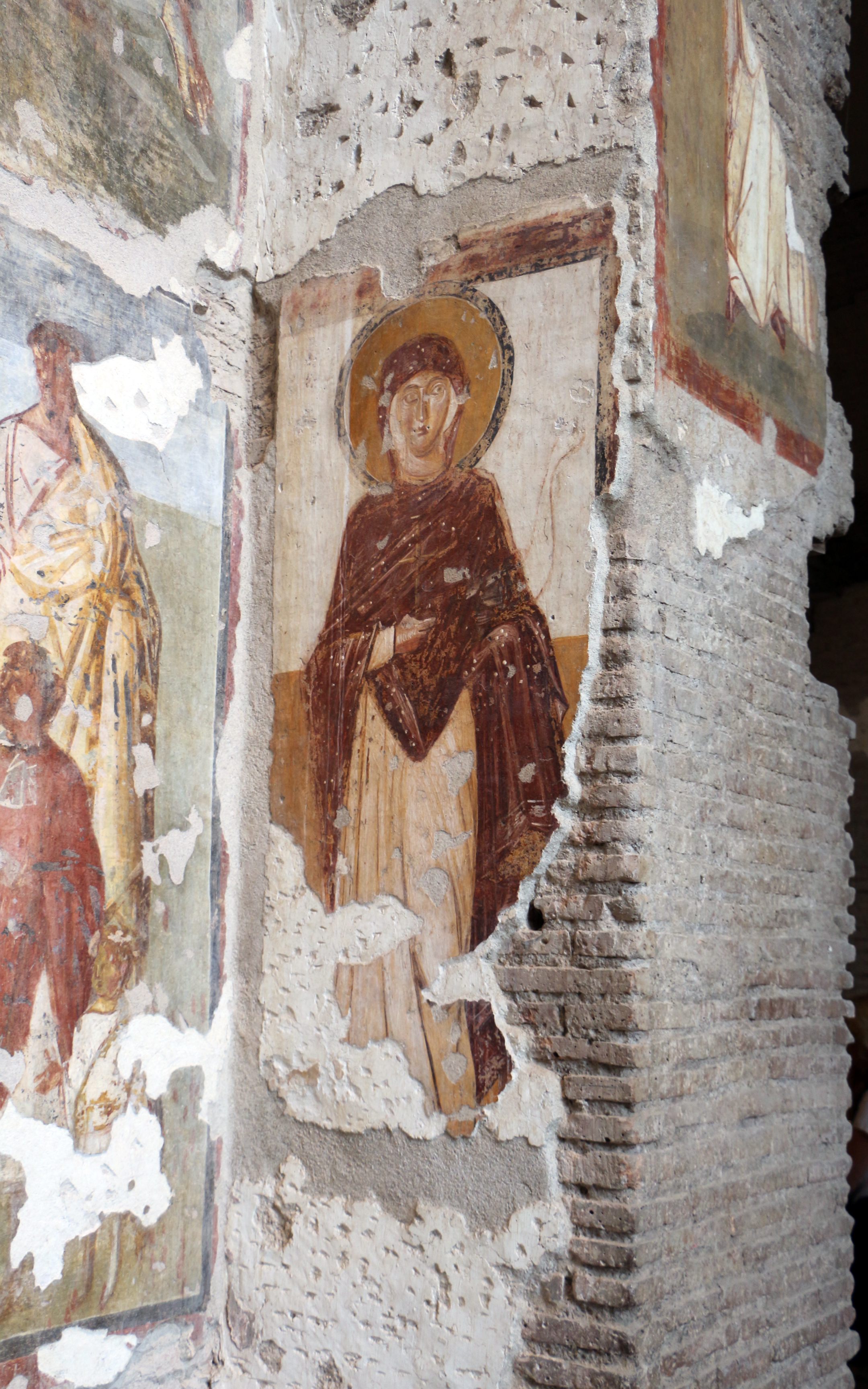
Санта-Марія-Антіква
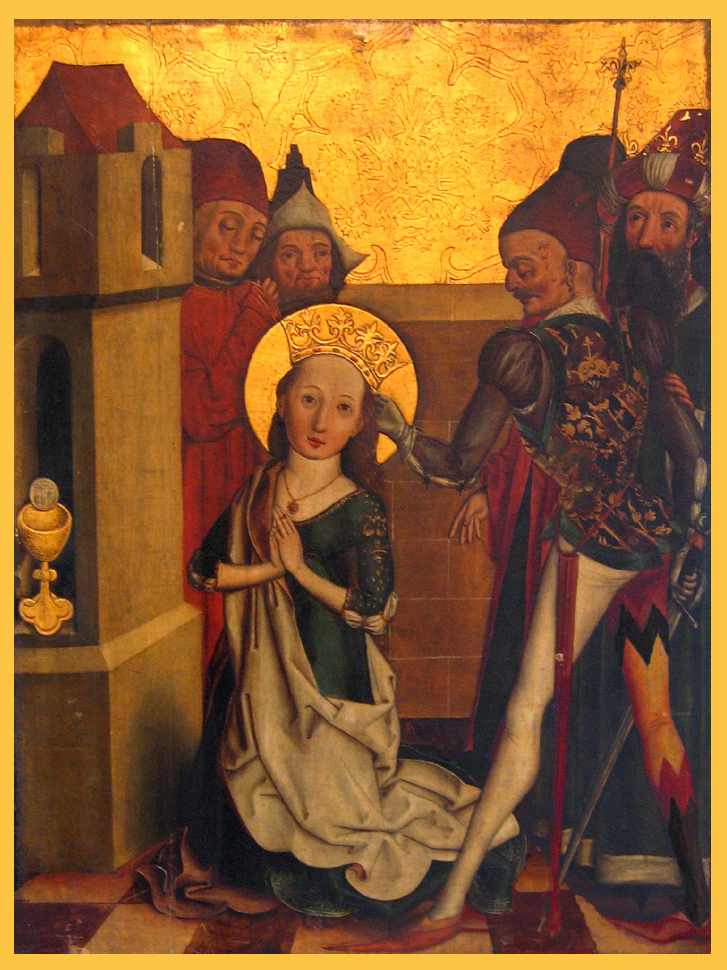
Німецька ікона
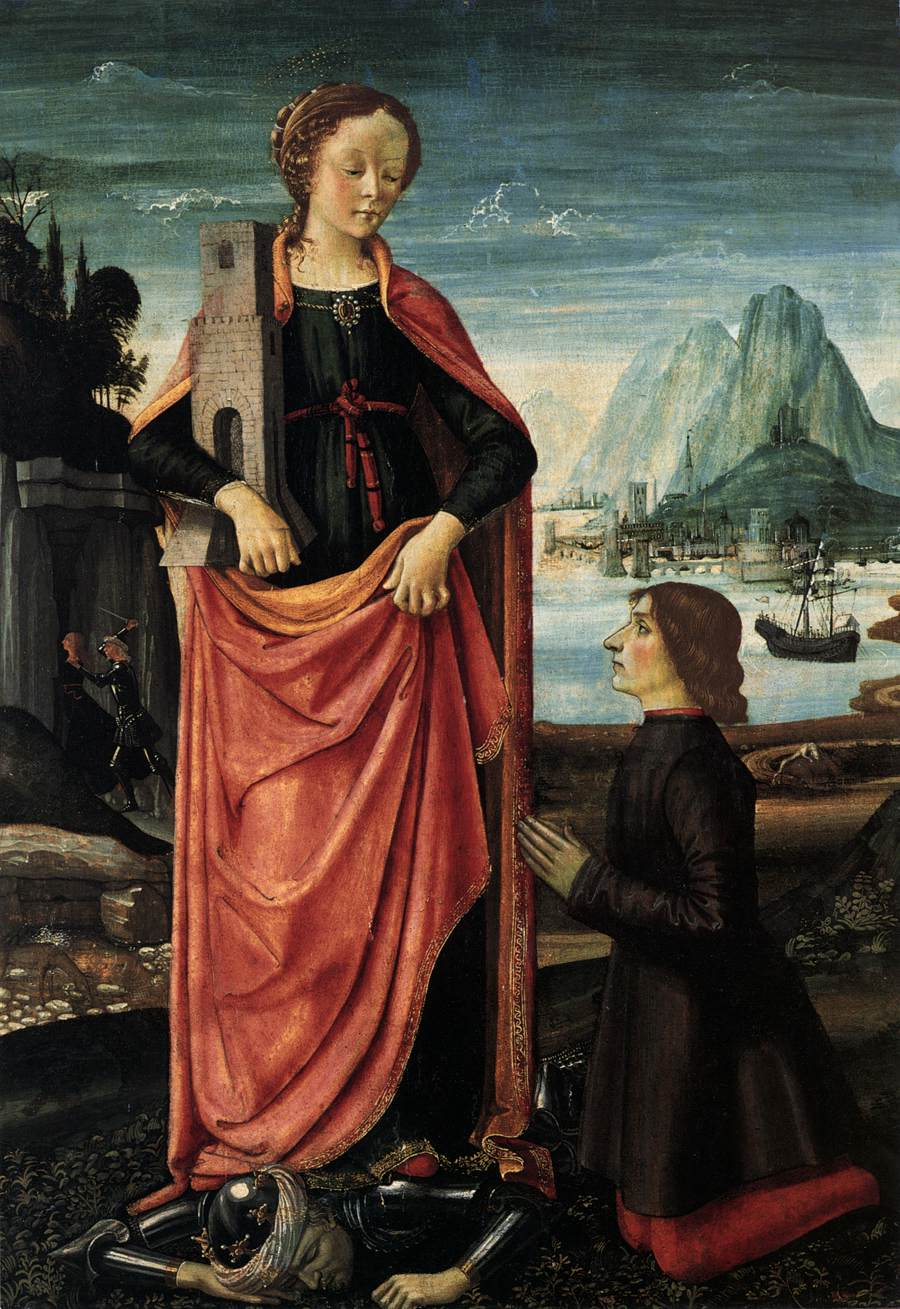
Італійська ікона
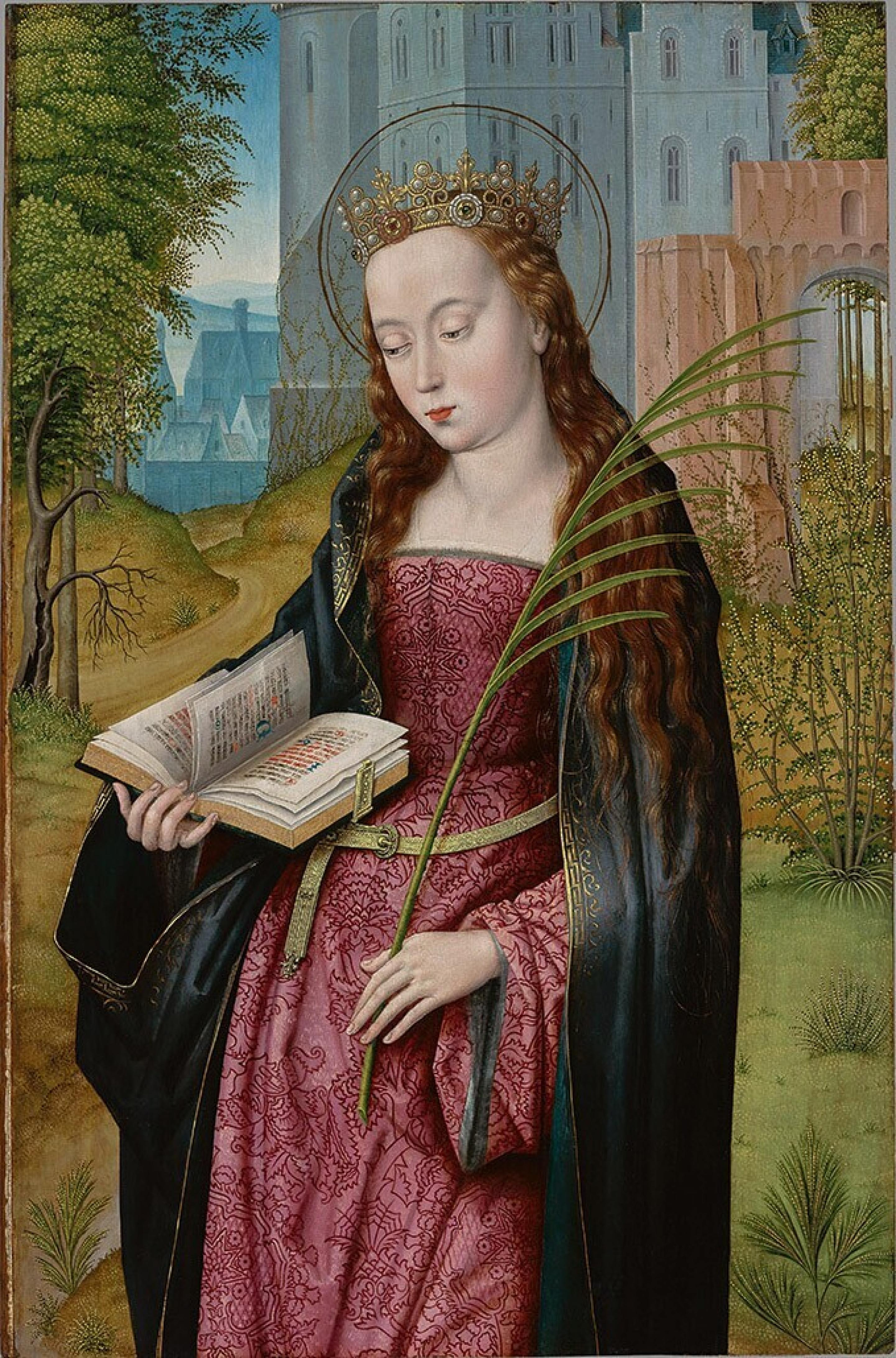
Голландська ікона
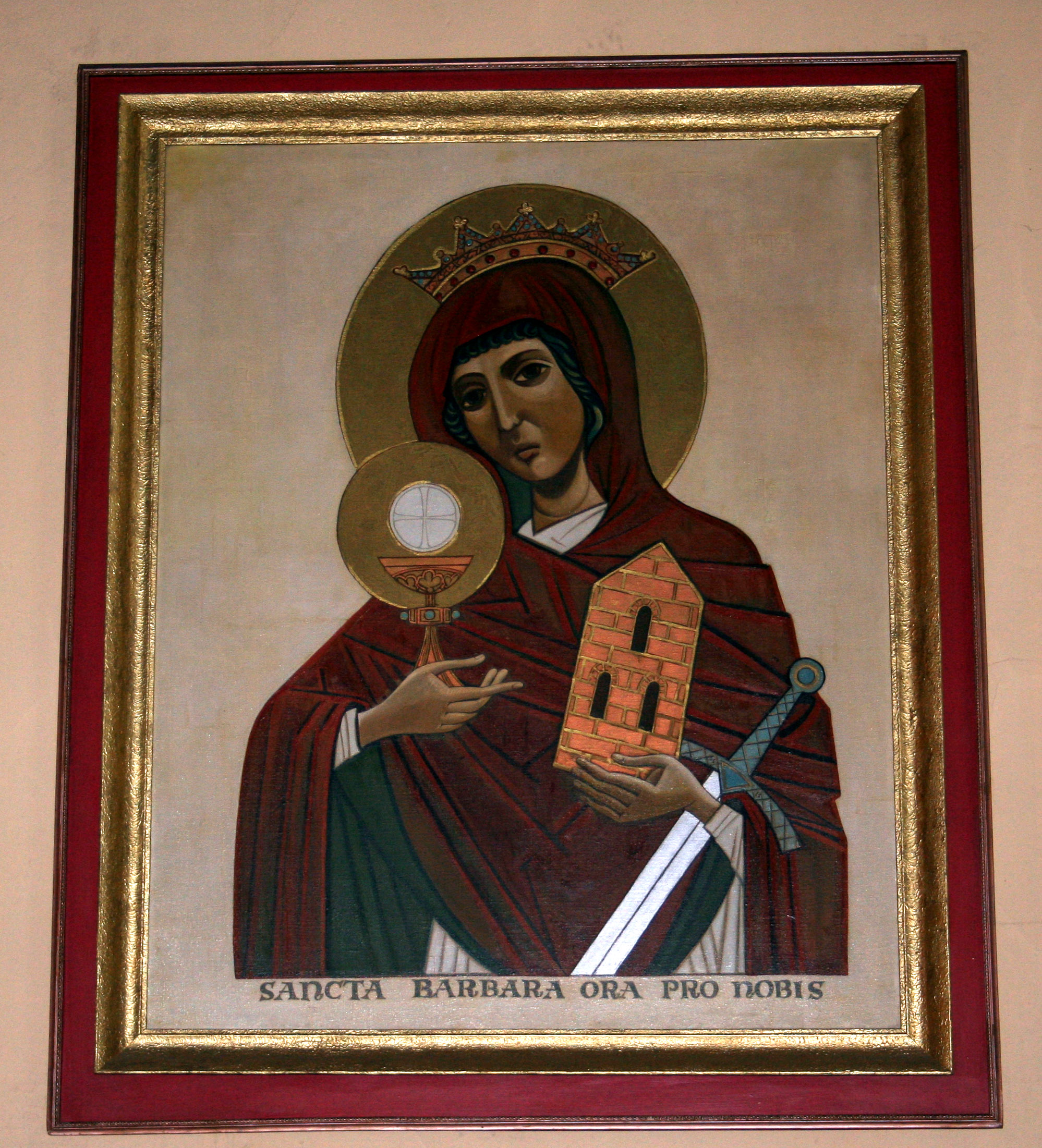
Польська ікона
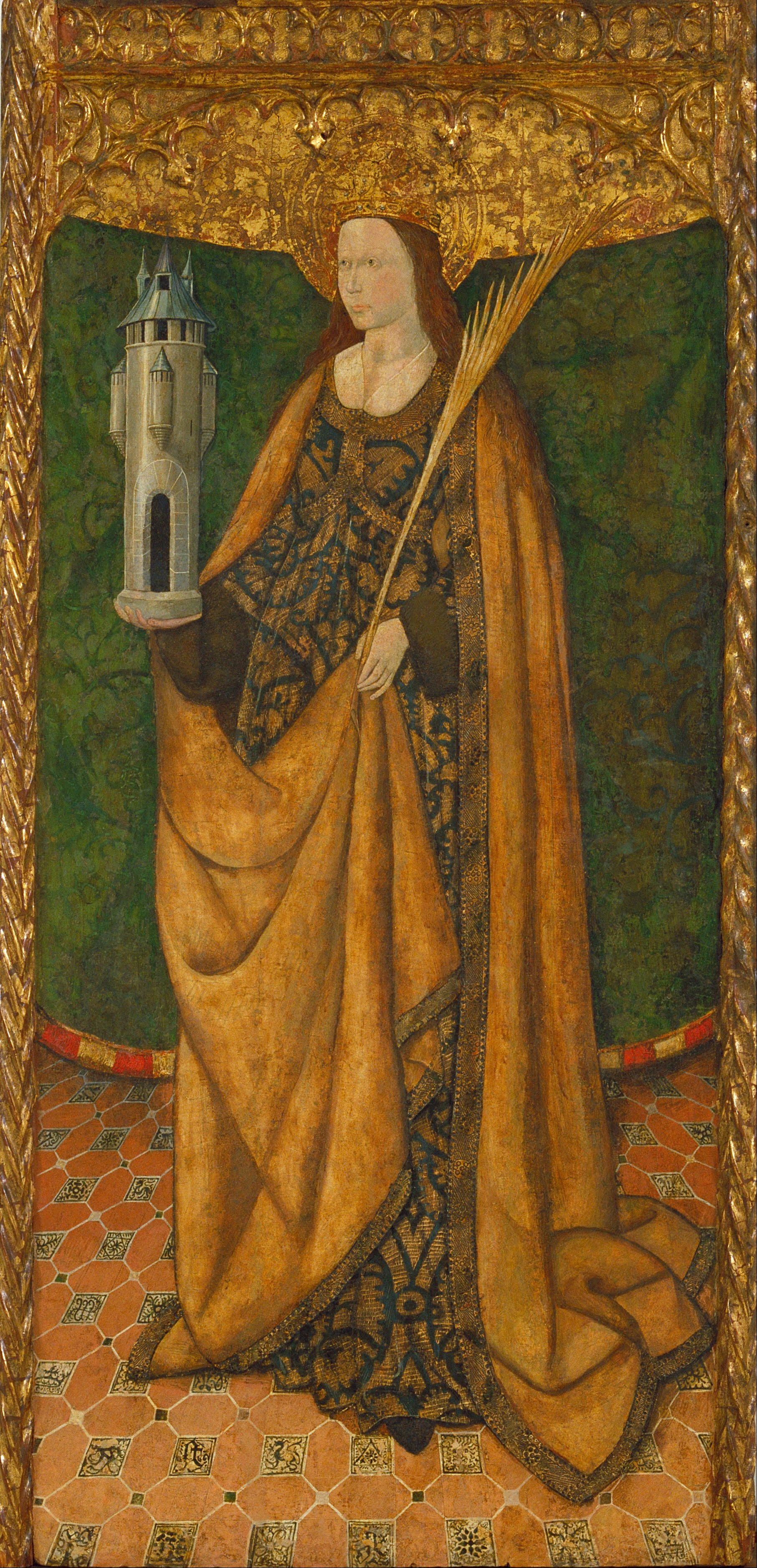
Іспанська ікона
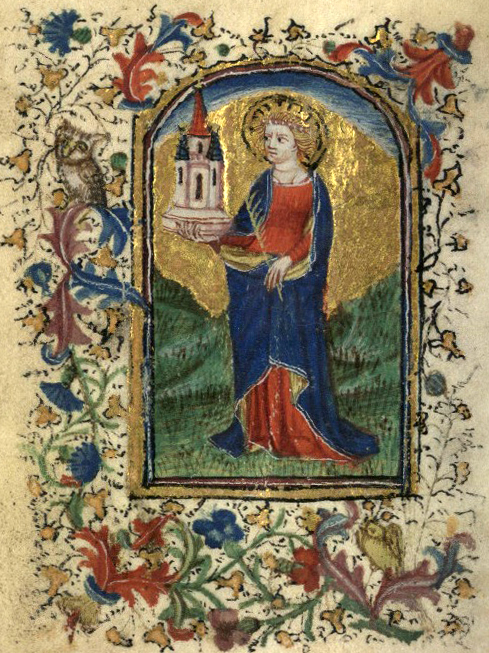
Французька ікона
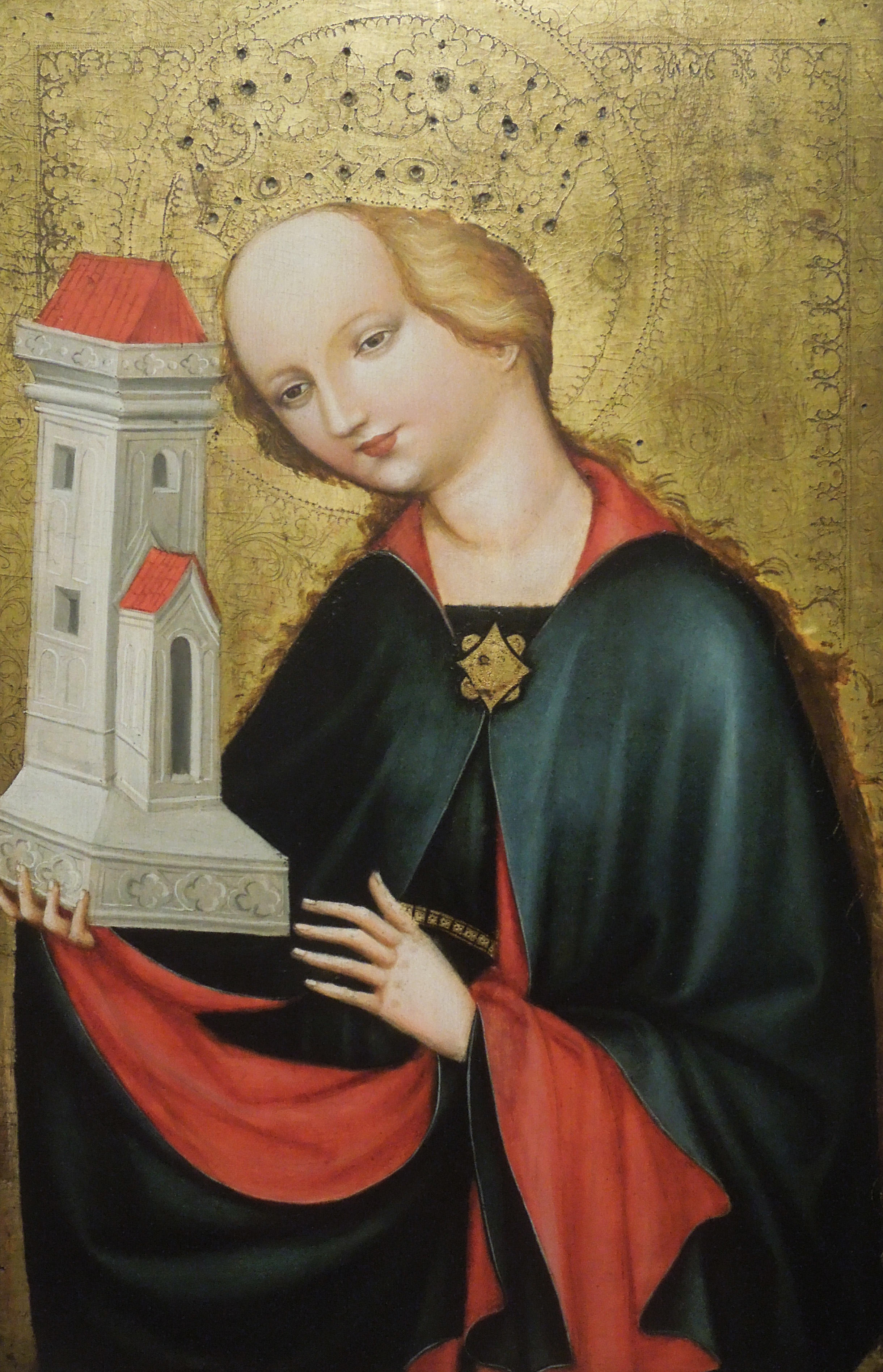
Чеська ікона
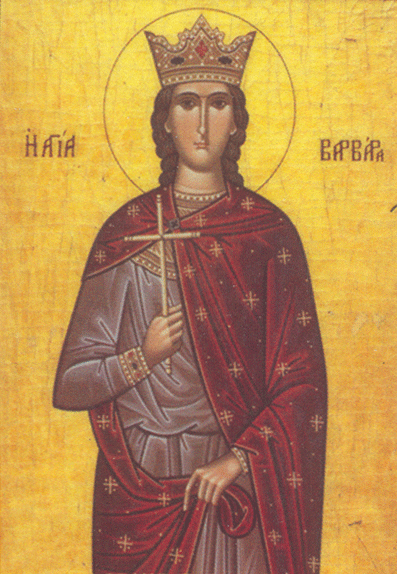
Грецька ікона
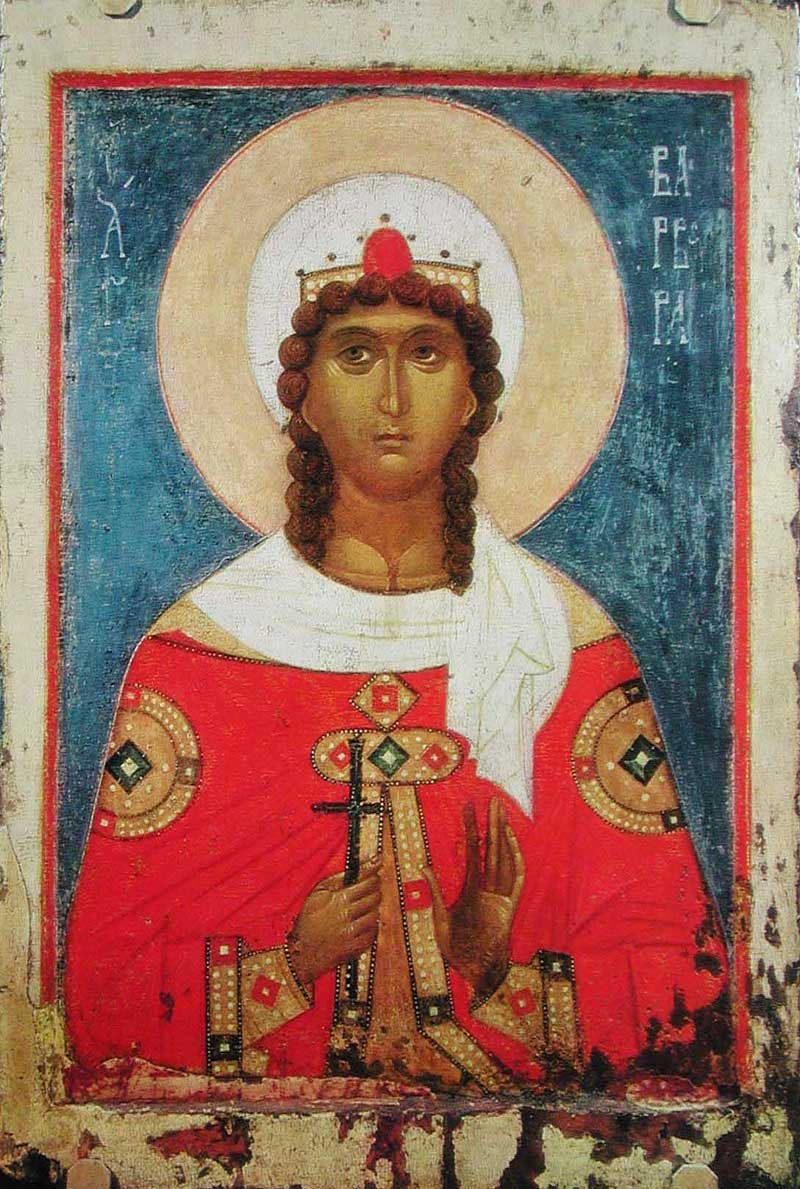
Новгородська ікона
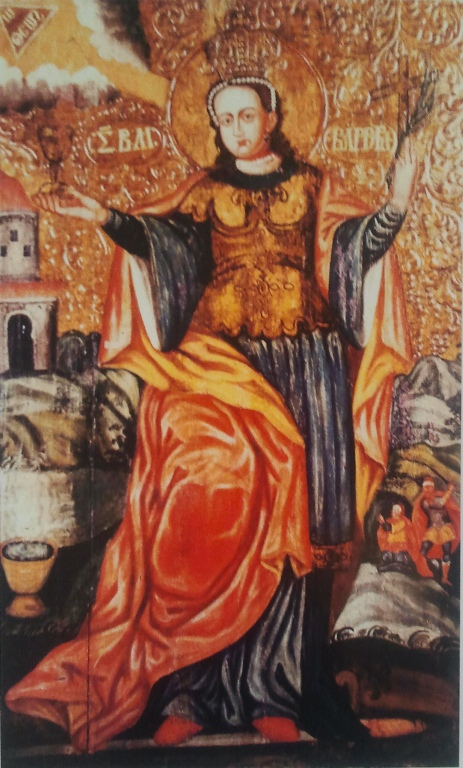
Українська ікона
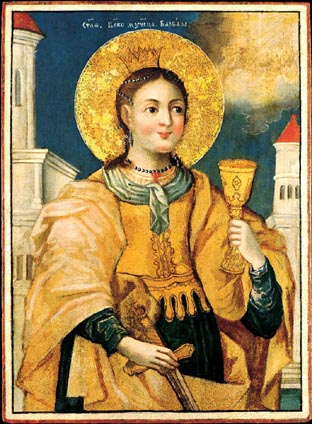
Російська ікона
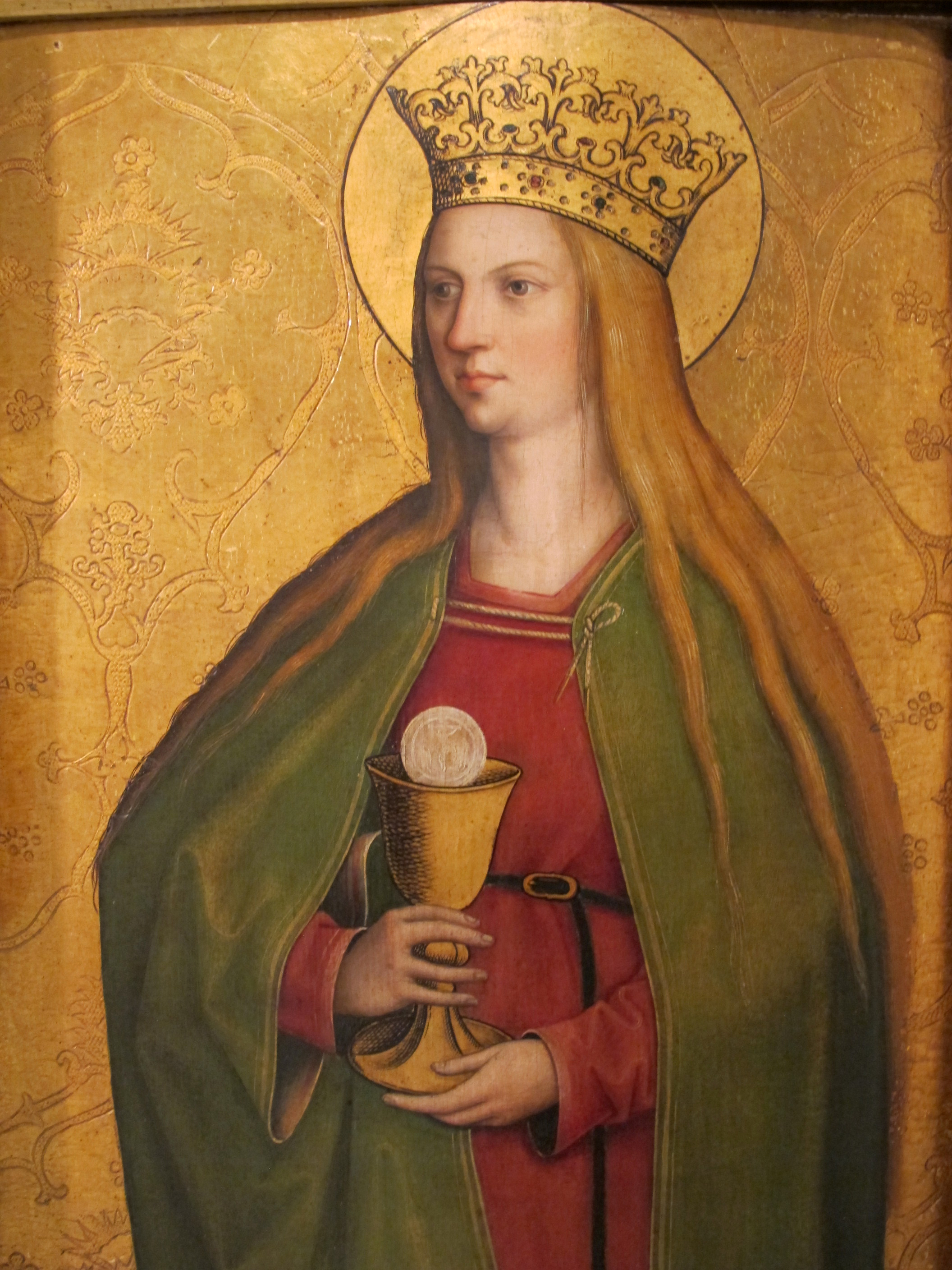
Румунська ікона
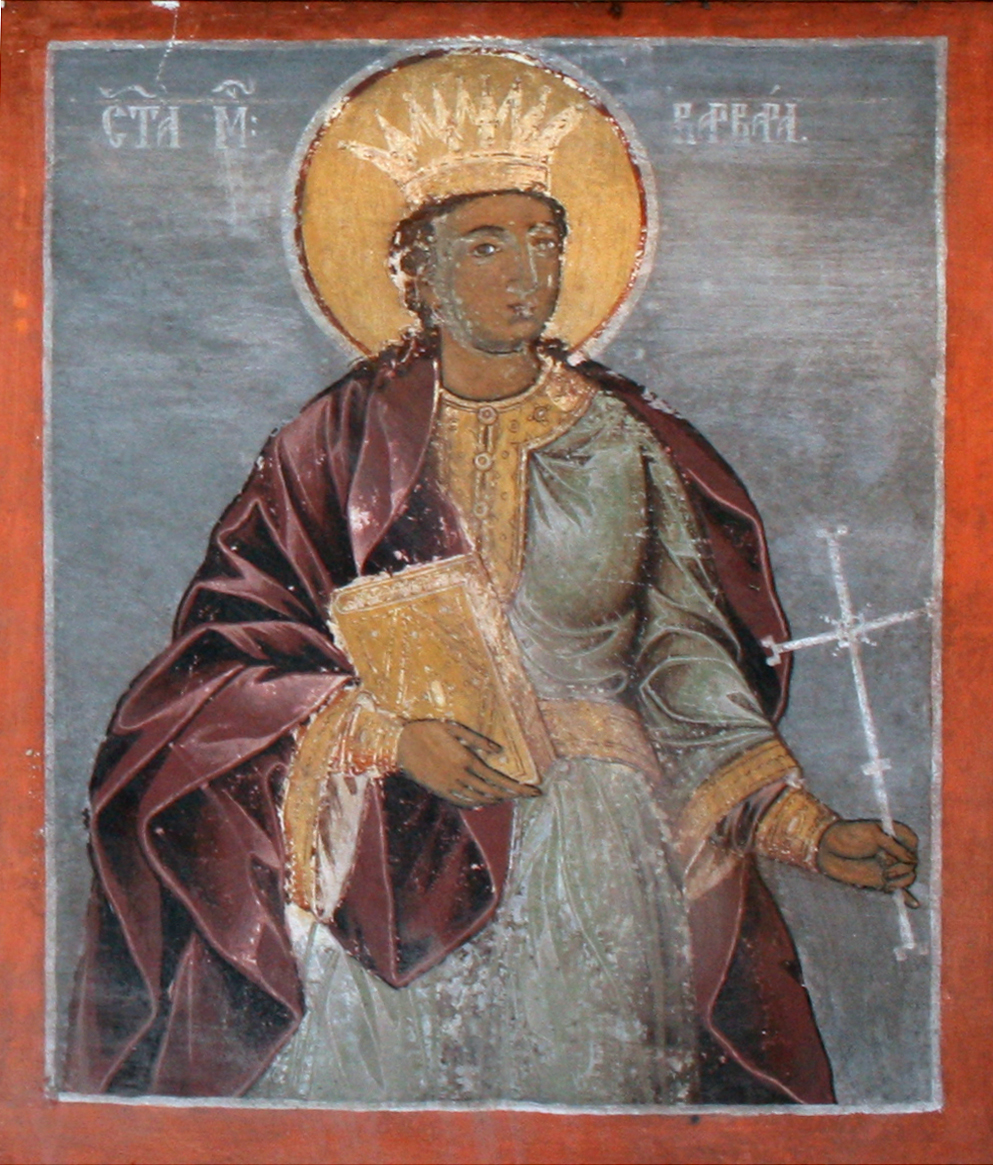
Болгарська ікона

### Геральдика

Руда-Шльонська, Польща
Форст, Німеччина
Абрего, Іспанія
Айка, Угорщина

## Галерея

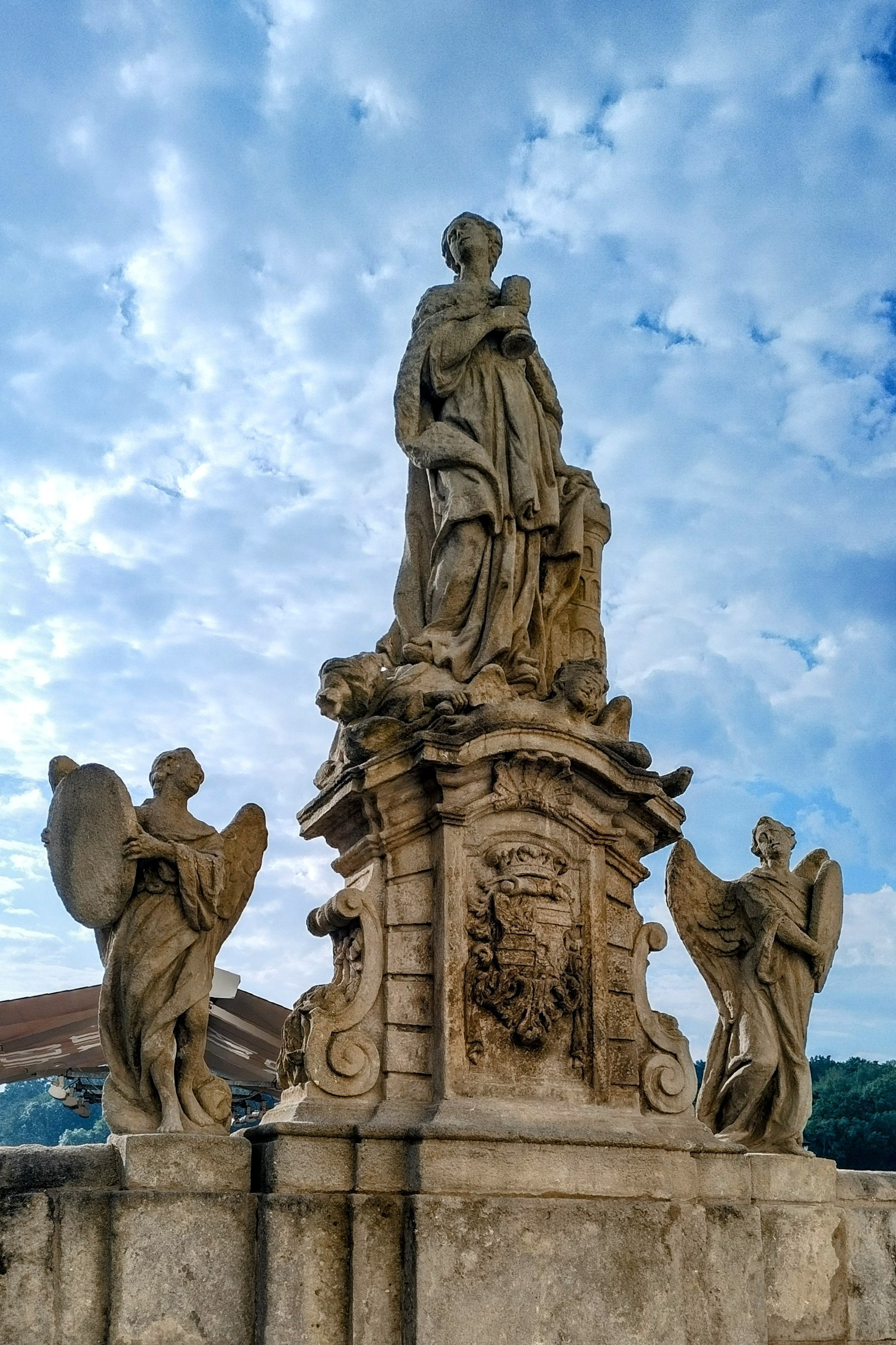
Статуя Св. Варвари біля Єзуїтського колегіуму, Кутна Гора
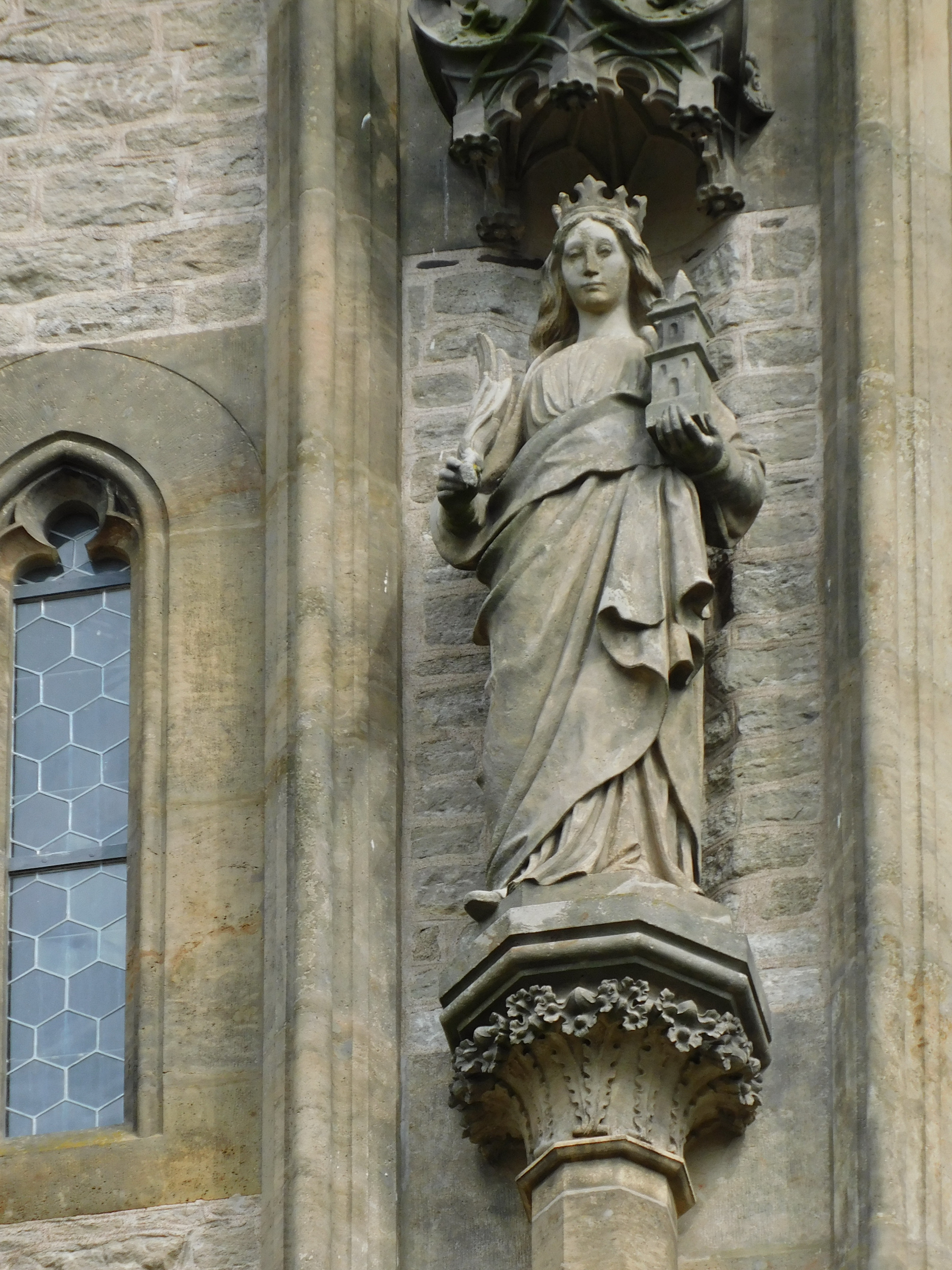
Статуя на фасаді Церкви Святої Варвари
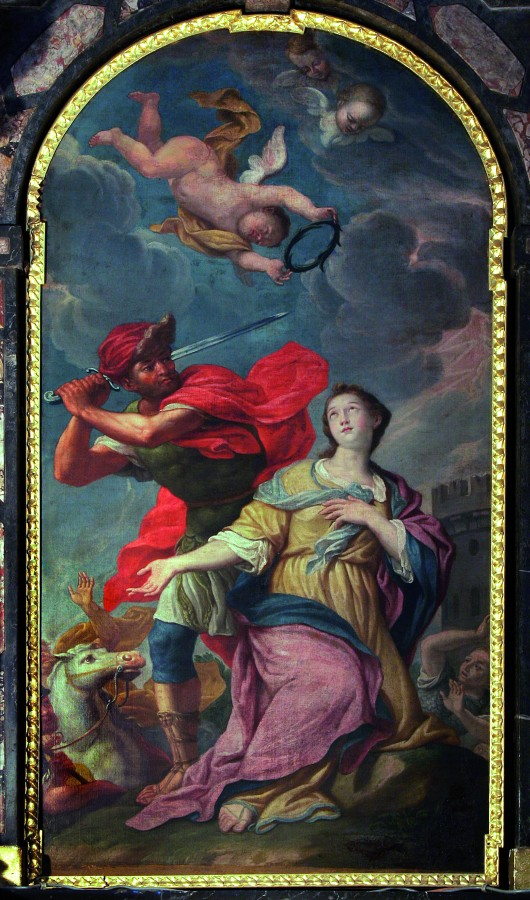
Усікновення голови Св. Варвари. Джуліо Квальо молодший, 1721-1723
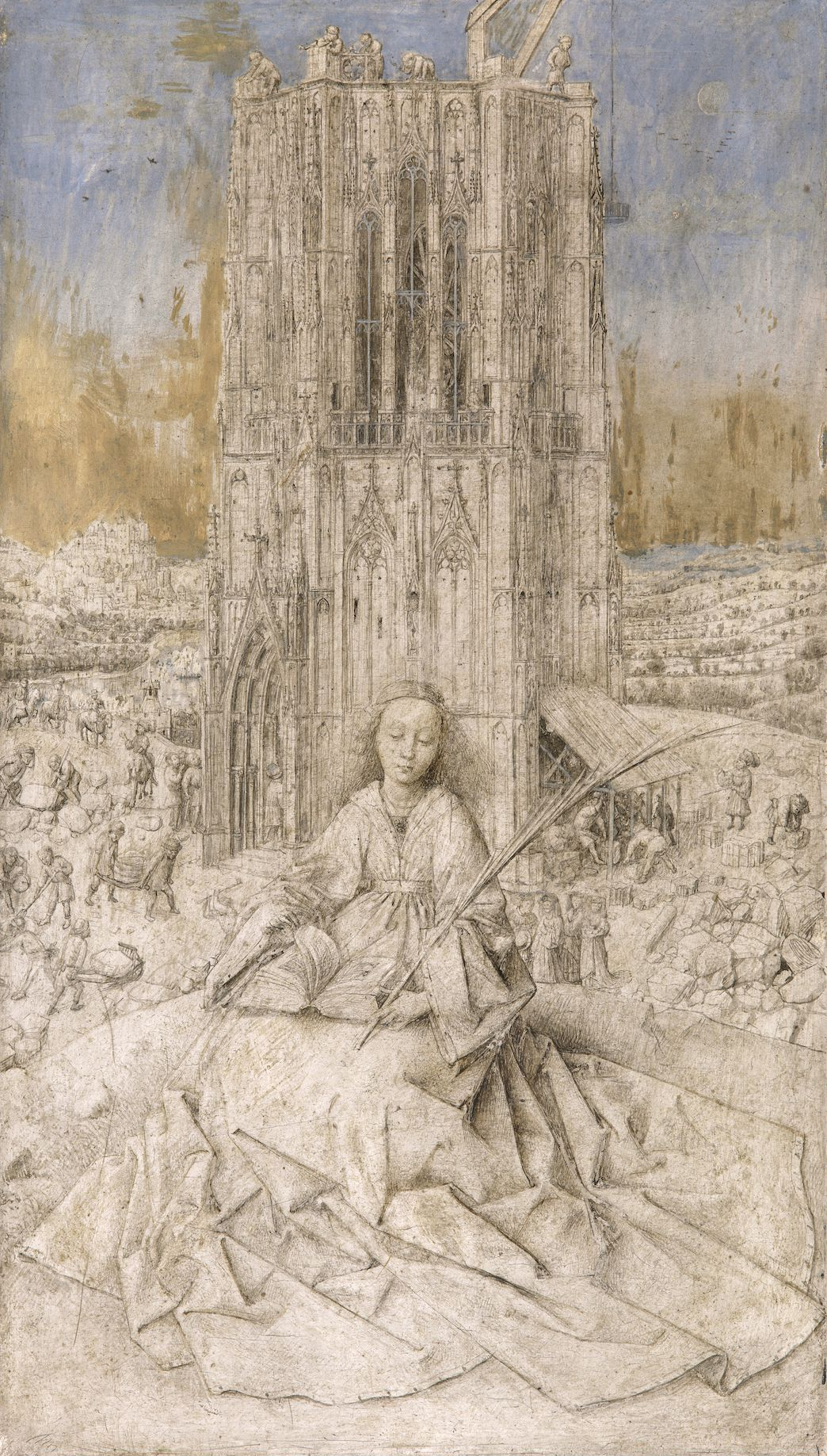
Свята Варвара. Ян ван Ейк, 1437
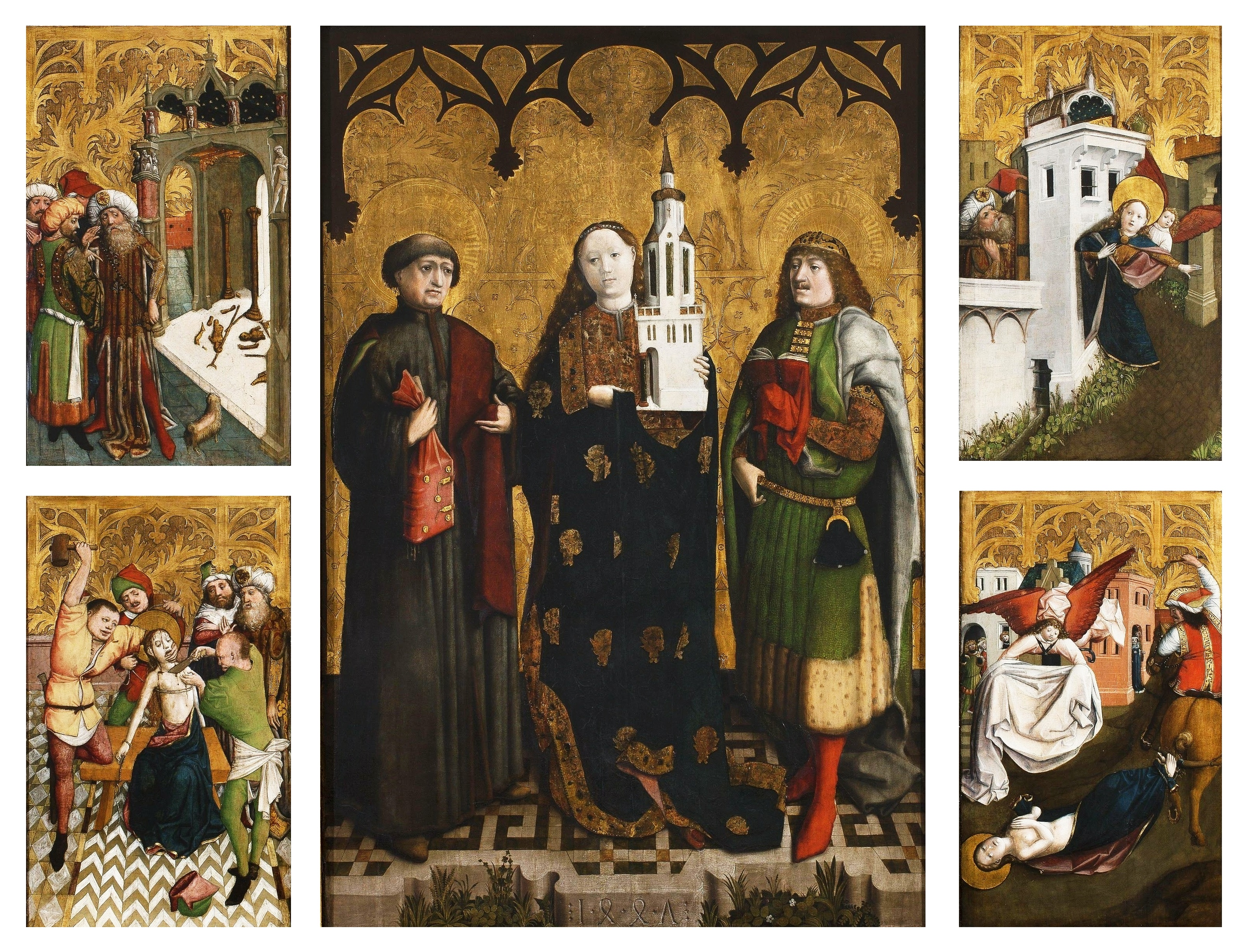
Житіє Св. Варвари. Вівтарні ікони, Національний музей у Варшаві, 1447
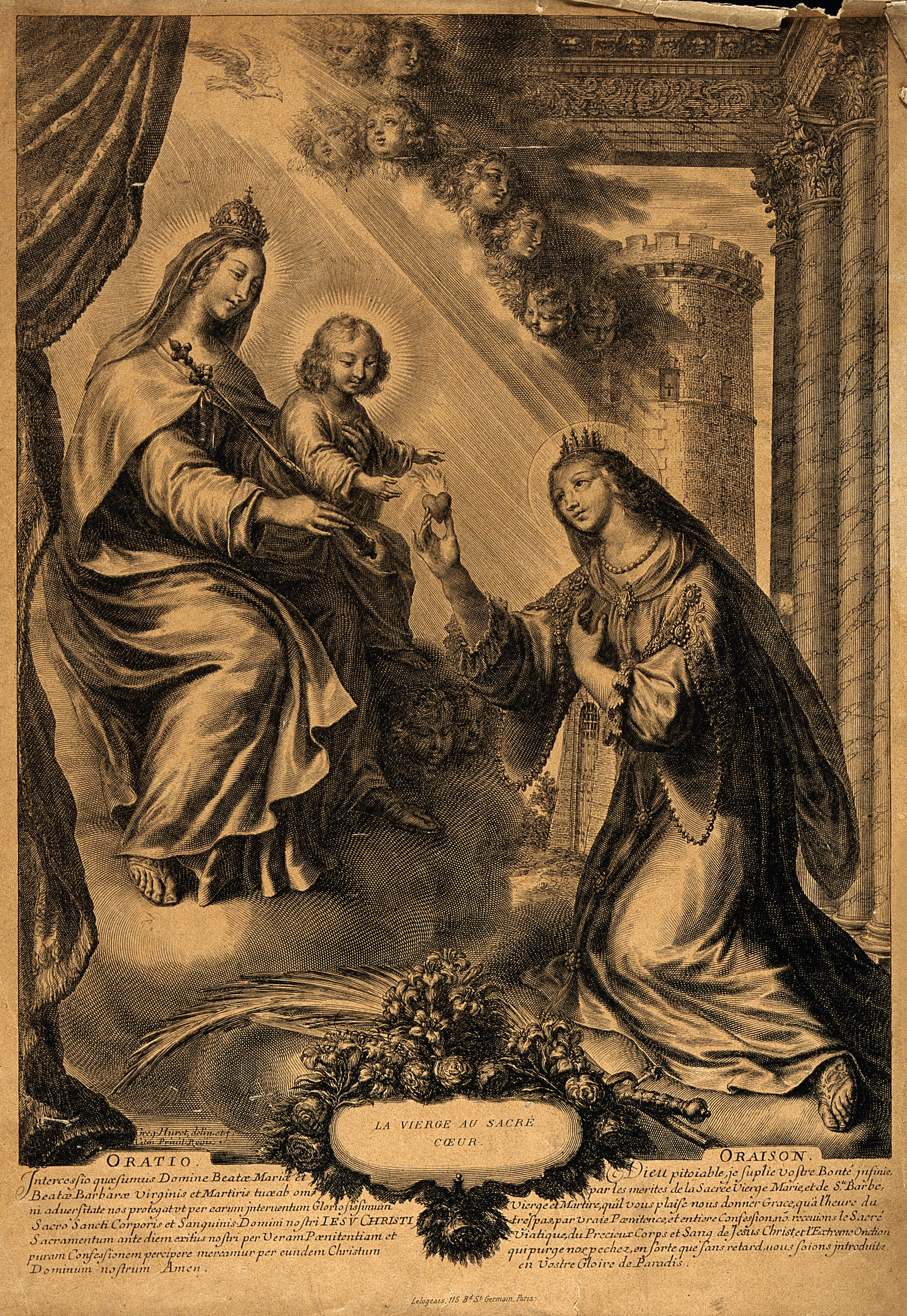
Об'явлення. Гравюра Г. Гурета
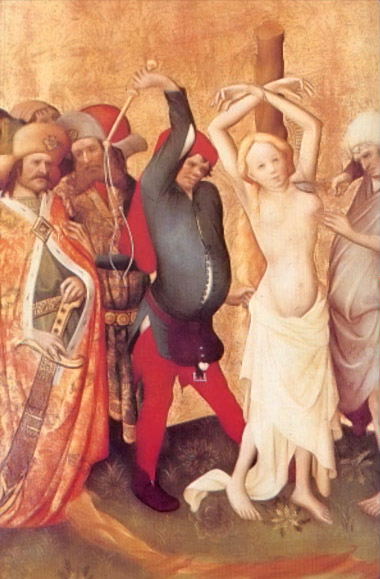
Тортури. Майстер Франке, бл. 1420-х років
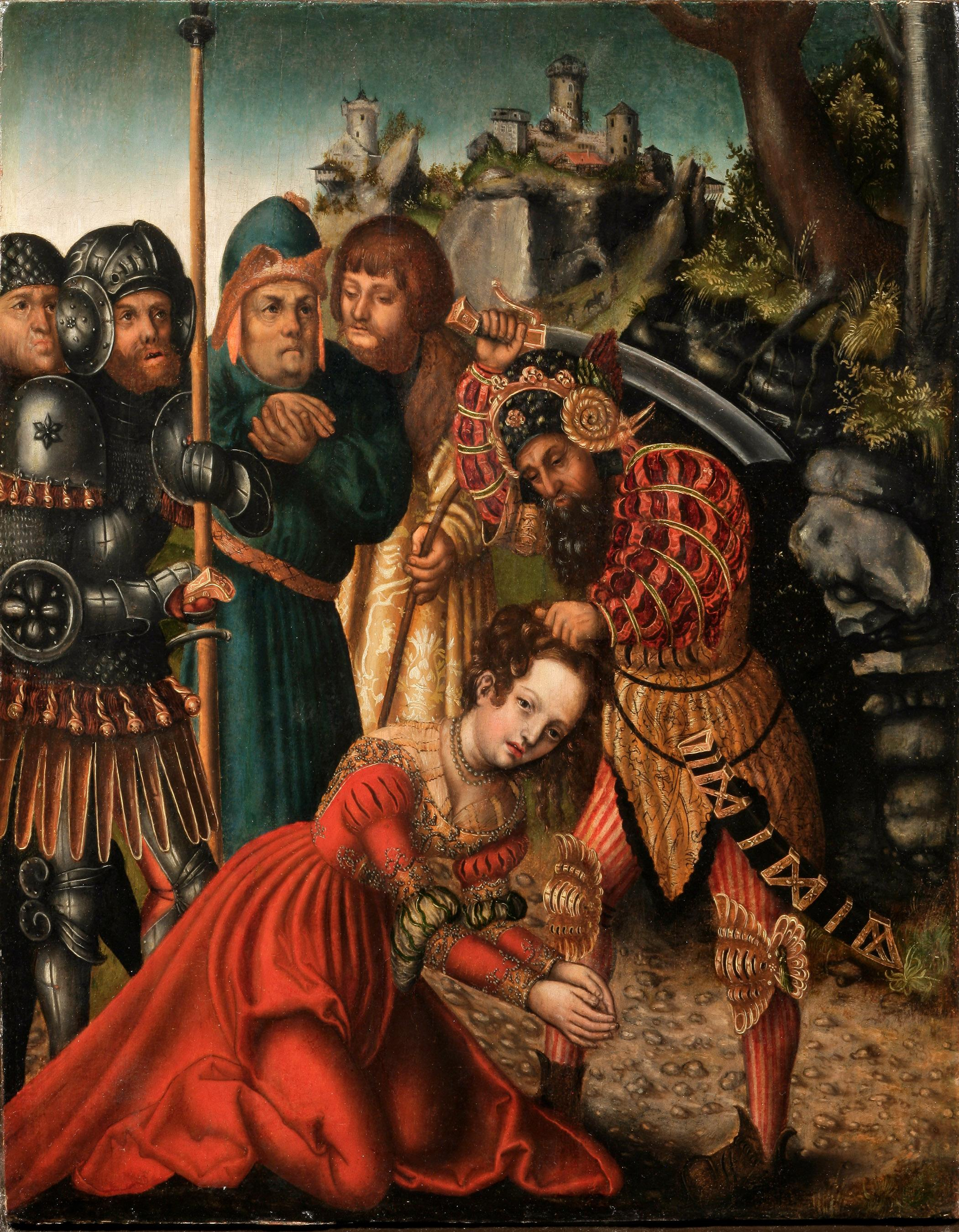
Муки Святої Варвари. Лукас Кранах старший
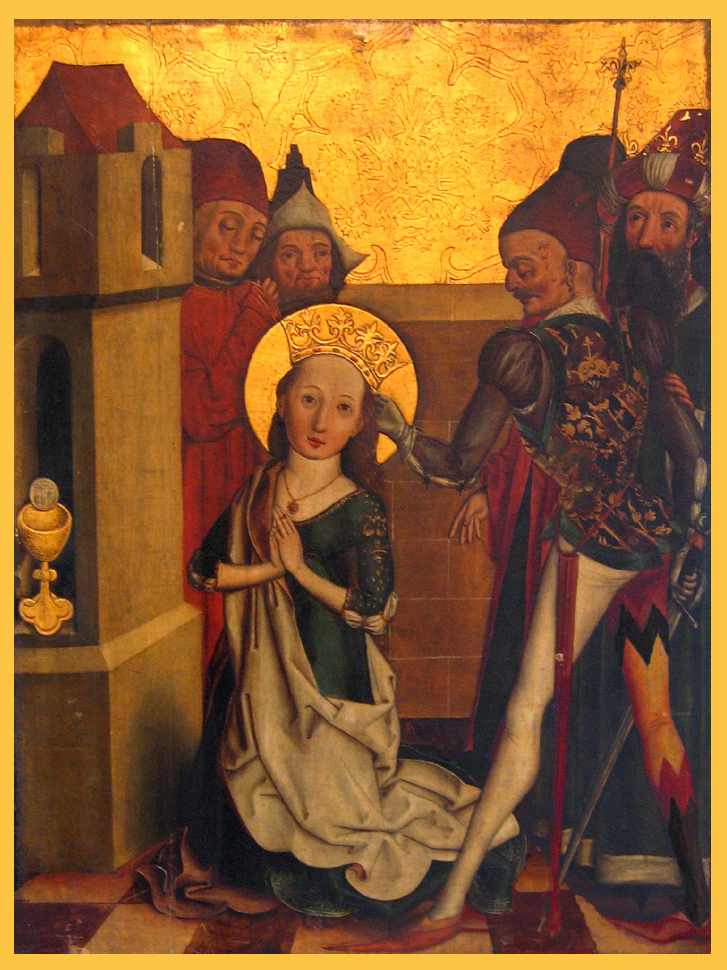
Страта
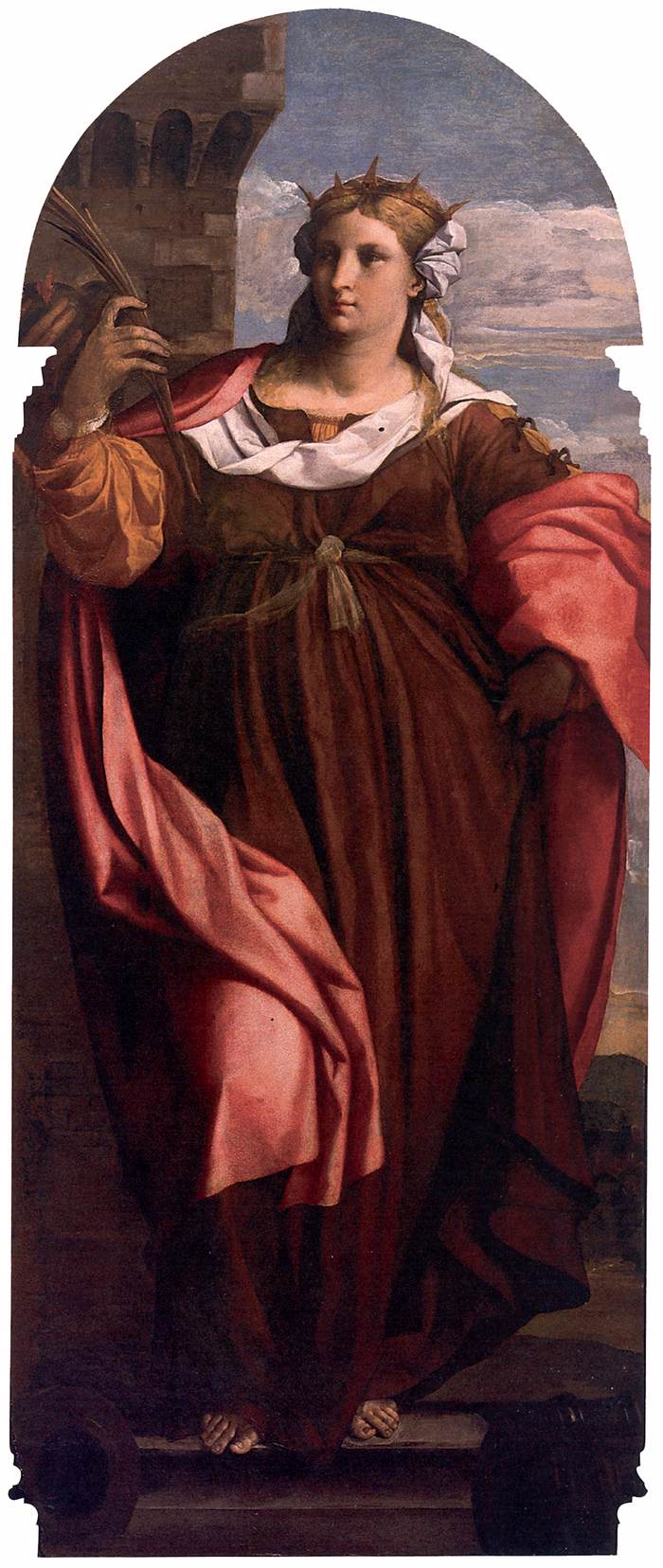
Поліптих Св. Варвари. Якопо Пальма старший, бл. 1520-х років
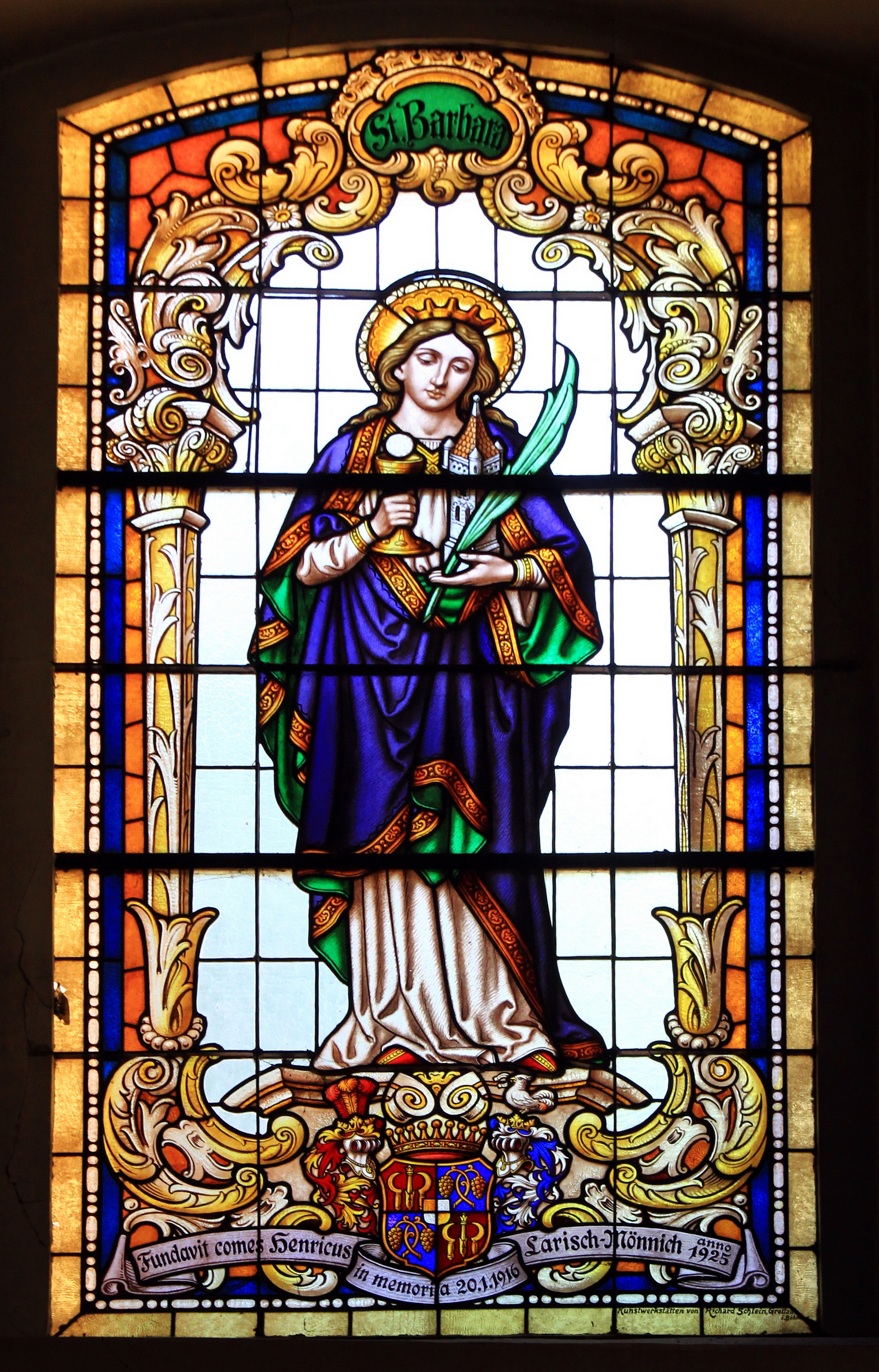
Вітраж із зображенням Св. Варвари. Костел Божого Провидіння в Явоже, 1802
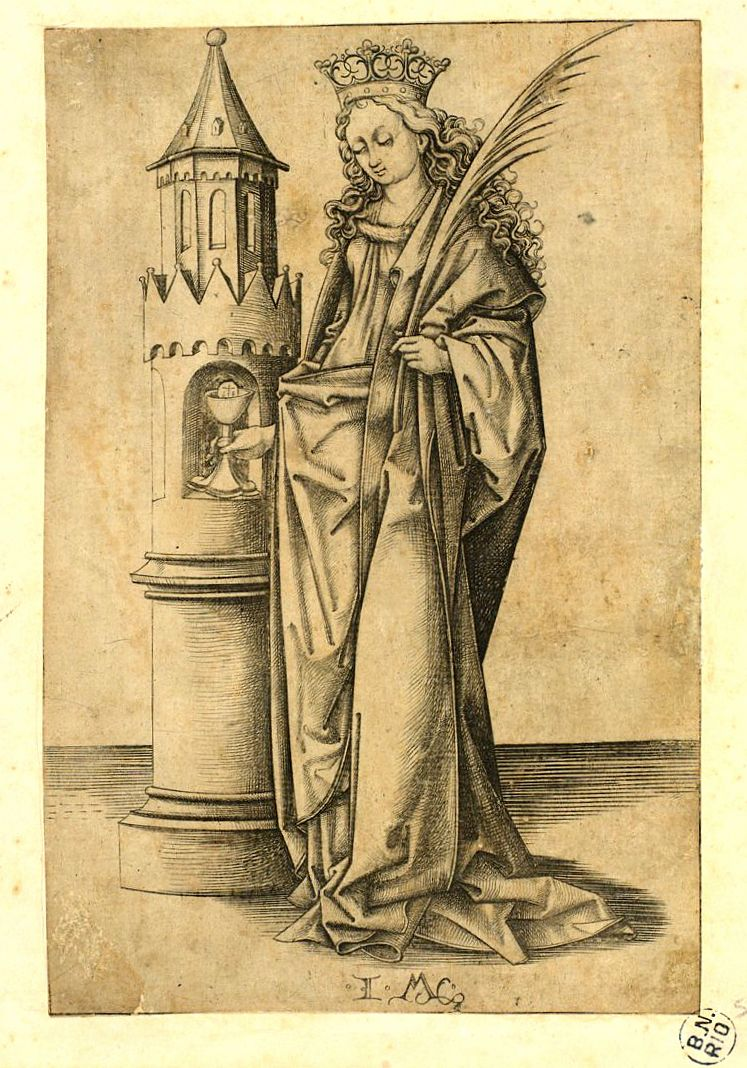
Св. Варвара. Ісраель ван Мекенен, XV ст.
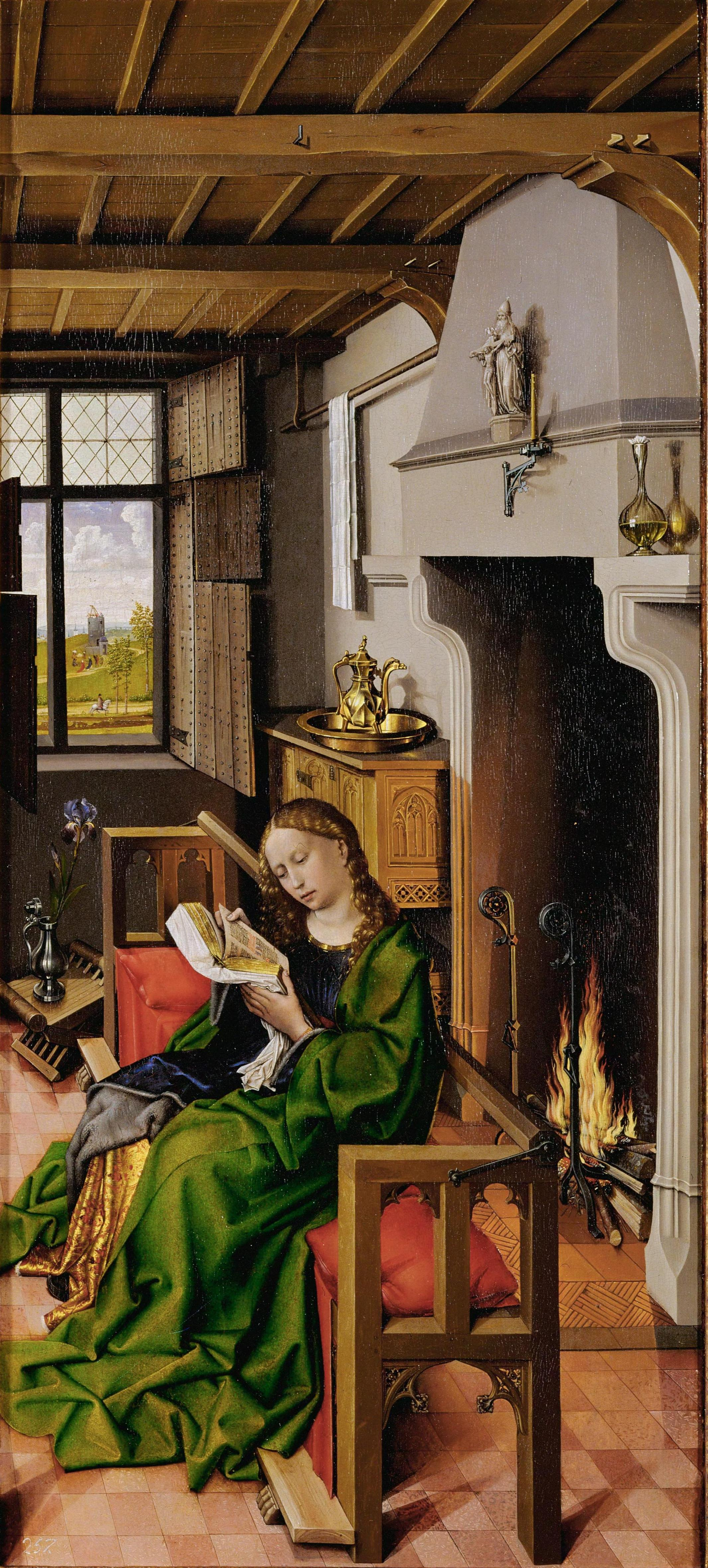
Фрагмент Верлського триптиха "Свята Варвара у своїй вежі". Робер Кампен, 1438

## Вшанування пам'яті
У місті Калуш є вулиця Святої Варвари.
У містах Бердичів, Первомайськ є вулиця Варварівська.
6 грудня 2019 року 19-й ракетній бригаді Сухопутних військ ЗСУ присвоєне почесне найменування «Свята Варвара»